# SS Wollongbar (1911)
Il Wollongbar  fu un piroscafo da carico e trasporto passeggeri perso per naufragio nella Byron Bay il 14 maggio 1921.

## Storia
Il piroscafo da carico SS Wollongbar fu costruito presso il cantiere navale Ailsa Shipbuilding Company di Troon, Scozia, numero costruttivo 229, per conto della compagnia di navigazione australiana North Coast Steam Navigation Company. La nave fu varata nel 1911, ed entrò in servizio nell'ottobre dello stesso anno. Il piroscafo salpò da Troon alle 15:40 del 14 ottobre, arrivò a Las Palmas, isole Canarie, il giorno 20 dello stesso mese, si fermò a Capetown il 5 novembre, e arrivò a Port Jackson, in Australia, nel dicembre 1911. Per i successivi 10 anni trasportato 235 passeggeri in prima classe e 40 in seconda classe, nel suo viaggio settimanale tra Byron Bay, da cui salpava il martedì, a Sydney, da cui ripartiva il sabato.
Il 14 maggio 1921 il piroscafo Wollongbar si trovava accanto al molo di Byron Bay con l'equipaggio che stava caricando le merci con la bassa marea, quando scoppiò un improvviso tempesta proveniente da est. Il capitano decise di spostare la nave verso le acque profonde della baia ma il Wollongbar si arenò su un banco di sabbia, danneggiando il timone e le eliche. Il piroscafo si arenò, e dopo ripetute settimane di maltempo tutti gli sforzi per rimettere a galla la nave fallirono, tanto che fu dichiarata definitivamente perduta. La North Coast Steam Navigation Company vendette la nave all'asta, spogliata della maggior parte degli oggetti mobili.
I resti del relitto sono ancora visibili al largo della Main Beach, vicino al First Sun Caravan Park.

### Fonti
1. 1 2 3  Clydesite.
2. 1 2 3 4  Australasian Underwater Cultural Heritage Database.
3. ↑  Lloyd Register 1921, p. WOO-WOL.
4. 1 2  The Northen Star.